# Lepithrix robertsoni
Lepithrix robertsoni är en skalbaggsart som beskrevs av Dombrow 2007. Lepithrix robertsoni ingår i släktet Lepithrix och familjen Melolonthidae. Inga underarter finns listade i Catalogue of Life.